# National Geographic
National Geographic je ameriška poljudnoznanstvena revija, ki jo izdaja podjetje National Geographic Partners v skupni lasti The Walt Disney Company in National Geographic Society. Uredništvo ima sedež v Washingtonu.
Pokriva v glavnem geografijo, zgodovino, naravoslovje in svetovne kulture ter slovi po poglobljenih in kakovostnih obravnavah eksotičnih tem, še bolj pa po vrhunskih fotografijah. Navzven je prepoznavna po oglati vezavi z naslovnico iz papirja visokega sijaja, ki ima fotografijo ali ilustracijo z debelo živorumeno obrobo na sprednji strani. Značilnost so tudi zemljevidi v obliki vloženih pol za naročnike.
National Geographic je začel izhajati kot znanstvena revija za člane društva National Geographic Society, kmalu pa je uredništvo spremenilo koncept in zasnovalo revijo za informiranje najširšega občinstva s privlačnim slogom pisanja. Do leta 1926 je naklada dosegla milijon izvodov, vrhunec pa je revija doživela konec 1980. let, ko je imela samo v ZDA 12 milijonov naročnikov. Konec 20. stoletja so začele izhajati prve lokalne izdaje v drugih državah, do leta 2006, ko se jim je pridružila slovenska, jih je bilo skoraj 40. Te poleg prevodov člankov matične izdaje posvečajo več prostora reportažam o lokalnih temah. Poleg tega sta začeli izhajati ločeni izpeljanki National Geographic Kids za otroke in National Geographic Adventure za mlajše odrasle. Različne izdaje naj bi v 2000. letih skupno dosegle 40 milijonov bralcev po vsem svetu.
V sodobnem času se izdajatelj sooča s krizo serijskih publikacij zaradi vzpona digitalnih medijev. Leta 2015 je društvo prodalo večinski delež medijski korporaciji 21st Century Fox. Leta 2019 je nato delež pridobil The Walt Disney Company, ki je prevzel 21st Century Fox. V teh letih se je zvrstilo več sprememb uredništva in krčenje števila zaposlenih, leta 2023 pa je lastnik odpustil še preostale stalne pisce, tako da prispevke za revijo ustvarjajo le še zunanji sodelavci. Poleg tega je napovedal, da National Geographic ne bo več naprodaj pri fizičnih distributerjih. Kljub vsemu ostaja ena najbolj branih revij v ZDA z 1,6 milijona naročnikov.

## Zgodovina
National Geographic je začel izhajati oktobra 1888, devet mesecev po ustanovitvi National Geographic Society kot znanstvena revija, namenjena objavi društvenih predavanj in ostalih informacij, zanimivih za člane združenja učenjakov. Izvode je brezplačno prejemalo nekaj sto takratnih članov in nova številka je izšla, ko se je nabralo dovolj gradiva. Druga številka je tako sledila prvi šele po sedmih mesecih. Uredniškemu odboru, ki je bil sprva prostovoljski, je sčasoma uspelo zagotoviti dovolj gradiva za mesečno izhajanje in v reviji so se začeli pojavljati posamezni prispevki, zanimivi za nekoliko širšo javnost (tudi na račun fotografij), a je cirkulacija do konca stoletja ostala skromna, omejena na malo čez tisoč članov društva in nekaj prodanih izvodov pri uličnih prodajalcih.
Po smrti prvega predsednika, Gardinerja Greena Hubbarda, je vodenje prevzel Alexander Graham Bell, njegov zet in en od soustanoviteljev društva. Kljub začetni zadržanosti nad funkcijo se je kmalu lotil preoblikovanja društva, da bi se članstvo odprlo širši javnosti, zainteresirani za geografijo in raziskovanje. Domislil si je, da bi nove člane pritegnil s privlačnejšo revijo. V ta namen je najel mladega Gilberta H. Grosvenorja, družinskega znanca, kot uredniškega asistenta in sam financiral njegovo plačo. Grosvenor se je izkazal za iznajdljivega in dobro uglašenega z Bellovimi zamislimi, tako je začel vključevati krajše članke, opremljene z ilustracijami in zemljevidi v jeziku, dostopnejšem laikom. Objavljal je reportaže o eksotičnih deželah in kmalu začel prilagati fotografije.
Uredniški odbor sprva ni bil naklonjen spremembam, a sta jih z Bellom prepričala. Tudi načrt je deloval in do leta 1910 je število članov društva naraslo na 74.000, v naslednjih desetih letih pa se je še podeseterilo. Grosvenor je že leta 1903 napredoval do položaja glavnega urednika in z Bellom oblikoval uredniške smernice, ki so na prvo mesto postavljale točnost, poleg tega pa osredotočenost na ilustracije in izogibanje kontroverznim temam. Ključni preobrat, ki je zakoličil usmerjenost v fotoreportaže, po katerih revija slovi še danes, se je zgodil po naključju konec leta 1904, ko je Grosvenor mrzlično iskal nekaj, kar bi zapolnilo 11 strani januarske številke pred rokom oddaje za tisk. Ruski raziskovalec mu je ravno takrat poslal paket 50 fotografij »prepovedanega mesta« Lasa v Tibetu in Grosvenor se je odločil objaviti izbor kot samostojen prispevek. Pričakoval je negodovanje ali celo odpustitev, a je bil eksotični motiv izredno dobro sprejet, on pa je bil pohvaljen, imenovan v upravo društva in prejel tudi red legije časti od francoskega veleposlanika za zasluge pri promociji fotografije. Uspeh je ponovil z aprilsko številko, kjer je objavil zbirko fotografij s Filipinov, ki mu jih je poslal bodoči ameriški predsednik William Howard Taft, prej guverner Filipinov.
V naslednjih letih je Grosvenor pričel eksperimentirati z barvnim tiskom, kar je prineslo reviji vodilni položaj na področju fotoreportaž. Spodbujal je nove mejnike v fotografiji, kot so barvna, zračna in podvodna fotografija. Društvo je postalo zaradi množičnega priliva članov dovolj premožno, da je financiralo odprave v eksotične kraje s poudarkom na fotografijah in kmalu nabralo zbirko več stotisoč enot neobjavljenega gradiva. Objava v National Geographicu je postala znamenje prestiža med fotografi. Pozornost so zbujale tudi fotografije eksotičnih in ogroženih živali v naravnih habitatih, članki pa so sloveli po izčrpnih informacijah o okoljskih, družbenih in kulturnih vidikih obravnavanih območij.
Leta 1954 je Grosvenor ob skorajšnji upokojitvi odstopil kot urednik, položaj pa je nekaj let kasneje prevzel njegov sin Melville Bell Grosvenor (Gilbert H. Grosvenor je bil poročen s hčerko Alexandra Grahama Bella), ki je revijo vodil v letih 1957–1967. On je leta 1959 uvedel sedanjo podobo naslovnice z veliko fotografijo v ozadju. Nasledil ga je njegov sin, Gilbert Melville Grosvenor. Ta je v obdobju 1970–1980, ko je bil glavni urednik, zaobšel smernico o izogibanju kontroverznim temam; tako se je National Geographic pod njim in njegovimi nasledniki vključil tudi v razprave o onesnaževanju, jedrski energiji, globalnem segrevanju ipd.